# 접시지의강
접시지의강(Lecanoromycetes)은 지의류 균류 중에서 가장 큰 강이다. 자낭균문의 주발버섯아문에 속한다.

## 분류
접시지의강 (Lecanoromycetes)
- 바위딱지지의아강 (Acarosporomycetidae)
  - 바위딱지지의목 (Acarosporales)
- 접시지의아강 (Lecanoromycetidae)
  - 접시지의목 (Lecanorales)
  - Peltigerales
  - Teloschistales
- 작은입버섯아강 (Ostropomycetidae)
  - 아기리움목 (Agyriales)
  - Baeomycetales
  - 작은입버섯목 (Ostropales)
  - 닭살지의목 (Pertusariales)
- incertae sedis (미분류)
  - Candelariales
  - 돌버섯지의목 (Umbilicariales)